# Arnold Klemola
| Asteroides Descoberts: 16     | Asteroides Descoberts: 16 | Asteroides Descoberts: 16 |
| Nom                           | Data                      |                           |
| ----------------------------- | ------------------------- | ------------------------- |
| (1770) Schlesinger [1]        | 10 de maig de 1967        |                           |
| (1829) Dawson [1]             | 6 de maig de 1967         |                           |
| (1934) Jeffers                | 2 de desembre de 1972     |                           |
| (1991) Darwin [1]             | 6 de maig de 1967         |                           |
| (2014) Vasilevskis            | 2 de maig de 1973         |                           |
| (2131) Mayall                 | 3 de setembre de 1975     |                           |
| (2179) Platzeck               | 28 de juny de 1965        |                           |
| (2202) Peli                   | 7 de setembre de 1975     |                           |
| (2261) Keeler                 | 20 d'abril de 1977        |                           |
| (2308) Schilt [1]             | 6 de maig de 1967         |                           |
| (2370) van Altena             | 10 de juny de 1965        |                           |
| (2504) Gaviola [1]            | 6 de maig de 1967         |                           |
| (3712) Kraft                  | 22 de desembre de 1984    |                           |
| (5757) Tichá [1]              | 6 de maig de 1967         |                           |
| (8128) Nicomachus [1]         | 6 de maig de 1967         |                           |
| (10450) Girard [1]            | 6 de maig de 1967         |                           |
| [1] Codescoberts amb C. Cesco |                           |                           |

Arnold Klemola   (Pomfret, 20 de febrer de 1931 - Santa Cruz, 5 de gener de 2019) fou un astrònom nord-americà. Treballà en l'Observatori Lick, situat a la Muntanya Hamilton a Califòrnia.
Klemola és actualment el descobridor o codescubridor de 16 asteroides, així com del cometa 68P/Klemola. La majoria de les seves troballes els va realitzar juntament amb Carlos Ulrrico Cesco.
L'asteroide (1723) Klemola porta aquest nom en el seu honor i en el de la directora d'escola i astrònoma aficionada Irja Klemola, resident a la ciutat finesa de Turku.